# Dundee Island
Dundee Island är en istäckt ö vid den Antarktiska halvöns yttersta spets. Ön upptäcktes den 8 januari 1893 av Dundee-expeditionen under ledning av Thomas Robertson, och fick namn efter skeppets hemmahamn Dundee. 
Det var från Dundee Island som amerikanen Lincoln Ellsworth (1880-1951) och Herbert Hollick-Kenyon (1897–1975) den 23 november 1935 startade sin flygfärd över Antarktis, som blev den första någonsin. 
På ön ligger den argentinska Petrel-stationen. 